# Ковальчук, Олег Владимирович
Оле́г Влади́мирович Ковальчу́к (род. 31 мая 1956) —  российский дипломат.

## Биография
Окончил МГИМО (1978). На дипломатической работе с 1978 года. Кандидат экономических наук. Владеет английским и французским языками.
- В 1998—2000 годах — советник-посланник Посольства России в Намибии.
- В 2001—2002 годах — советник-посланник Посольства России в Южно-Африканской Республике.
- В 2002—2006 годах — заместитель директора Департамента Африки МИД России.
- С 8 июня 2006 года по 29 октября 2010 года — чрезвычайный и полномочный посол России в Кот-д’Ивуаре и Буркина-Фасо по совместительству[1][2].
- В 2010—2013 годах — заместитель директора Департамента Африки МИД России.
- С 31 мая 2013 по 7 августа 2017 года — чрезвычайный и полномочный посол России в Бенине и Того по совместительству[3][4][5].

## Дипломатический ранг
Чрезвычайный и полномочный посланник 1 класса (17 декабря 2008 года).